# Radio Rwanda
Radio Rwanda (est. 1961) és una emissora de ràdio de la Rwandan Broadcasting Agency (RBA), una emissora pública que també posseeix Télévision Rwandaise, Magic FM i altres estacions de ràdio públiques. Emet en anglès, francès i kinyarwanda.
Abans de l'atac del Front Patriòtic Ruandès (RPR) l'1 d'octubre de 1990, Radio Rwanda era l'única estació de ràdio nacional de Ruanda, que representava tant les opinions de l'estat com de la del partit en el poder. Poc després de l'inici de la guerra, el FPR va crear la seva pròpia ràdio, Radio Muhabura.
Al març de 1992, Radio Rwanda va començar a transmetre informació falsa sobre el possible assassinat dels funcionaris hutus, després de la qual cosa molts tutsis van ser assassinats al districte de Bugesera. Quan el govern de transició es va instal·lar a l'abril de 1992, va exigir un canvi de programació de la ràdio al president Habyarimana. Això va preservar el paper del govern de transició a la ràdio estatal, però va aturar al partit del president, el MRND. A causa de la creixent influència de Radio Muhabura, els radicals hutus va crear una nova emissora de ràdio el 1993, anomenada Radio Télévision Libre des Mille Collines (RTLM). Freqüentment RTLM va fer declaracions d'odi contra els tutsis, i algunos dels seus periodistes van ser finalment condemnats a incitar al genocidi. Malgrat que Radio Rwanda i RTLM eren dues estacions de ràdio diferents i independents, van emetre en les mateixes longituds d'ona en diferents moments, la qual cosa va conduir a la població a confondre-les.
Ràdio Rwanda va ser restablit entre 1994 i 2000, amb finançament del govern alemany. Avui Ràdio Rwanda s'ha convertit en una ràdio pública nacional amb altres 6 estacions regionals com Magic FM (Kigali), Radio Rusizi (Rusizi), Radio Musanze (Musanze), Radio Nyagatare (Nyagatare, Radio Rubavu (Rubavu) i Radio Huye (Huye). L'actual director és Aldo Havugimana.
En 2013 la cantant Cécile Kayirebwa va demandar diverses emissores de ràdio de Ruanda inclosa Radio Rwanda. Va assenyalar que la seva música era hi emesa freqüentment, però que no havia rebut drets d'autor.